# استفتاء عام
الاستفتاء الشعبي (الذي يُعرف أيضًا وفقًا للسلطة القضائية بحق المواطنين في النقض، أو حق النقض الشعبي، أو الاستفتاء النقضي، أو استفتاء المواطنين أو استفتاء الإلغاء، أو الاستفتاء الرافض، أو الاستفتاء المعلق، أو الاستفتاء على القانون) هو نوع من الاستفتاءات العامة التي توفر وسائل من خلالها يمكن لعريضة موقعة من عدد محدد من الناخبين المسجلين فرض تصويت الجمهور (الاستفتاء العام) على قانون حالي، أو تعديل دستوري، أو تعديل ميثاق أو مرسوم، أو مجرد إلزام الهيئات التنفيذية أو التشريعية بالنظر في الموضوع من خلال تقديمه على أجندة الاجتماعات، على أقل تقدير. ويعتبر الاستفتاء شكلاً من أشكال الديمقراطية المباشرة.
على عكس الاستفتاء التشريعي أو استفتاء المبادرة الذي يتيح للناخبين اقتراح تشريع جديد، يسمح الاستفتاء الشعبي للناخبين اقتراح إلغاء أحد التشريعات القائمة.
وكما هو الحال مع استفتاءات المبادرة، يُعقد الاستفتاء الشعبي بعد تقديم عدد محدد من التوقيعات التي تدعمه إلى السلطات؛ وفي بعض الحالات يمكن أيضًا للسلطات الإقليمية إجراء مثل هذا الاستفتاء. وفقًا للتشريعات المحلية، يمكن إجراء الاستفتاء الشعبي فقط بعد تمرير التشريع بفترة زمنية قصيرة؛ وفي مناطق أخرى يمكن استخدامه لإلغاء أي تشريعات قائمة. وتختلف التفاصيل المحددة للإجراءات المطبقة من دولة إلى دولة (مثل عدد التوقيعات، والمدة الزمنية التي تستغرقها، والمدة التي قد يتم تمرير الاستفتاء الشعبي فيها، والهيئة التي يجب تقديم التوقيعات إليها) (وكذلك تختلف في الولايات المتحدة، من ولاية إلى أخرى).
يشير مؤيدو الاستفتاء الشعبي إلى أنه يمثل ضمانًا ضد المصالح الخاصة السائدة وحماية لحقوق الأقليات. ويشير النقاد إلى أن أصوات الديمقراطية المباشرة تهيمن عليها أشخاص لديهم مشاعر قوية تجاه المسألة المطروحة، وعلى هذا النحو، فإنه يقوي المصالح الخاصة.

## التنفيذ في جميع أنحاء العالم
في أوروبا، حيث تم إدخال الاستفتاء الشعبي (المعروف باسم استفتاء الإلغاء) لأول مرة في سويسرا في إقليم سانت غالن في عام 1831؛ يوجد الاستفتاء الشعبي حاليًا في ألبانيا، والدنمارك (منذ عام 1953)، وإيطاليا (منذ عام 1970)، ومالطا، وروسيا، وسويسرا (منذ عام 1874).
في أمريكا اللاتينية، يوجد الاستفتاء الشعبي في كولومبيا، وأوروغواي، وفنزويلا.

وتوجد هذه العملية في الولايات المتحدة، كما حدث في مايو 2009، في 23 ولاية وإقليم واحد: ألاسكا، وأريزونا، وأركنساس، وكاليفورنيا، وكولورادو، وأيداهو، ومين، وماريلاند، وماساتشوستس، وميشيغان، وميزوري، ومونتانا، ونبراسكا، ونيفادا، ونيومكسيكو، وداكوتا الشمالية، وأوهايو، وأوكلاهوما، وأوريغون، وداكوتا الجنوبية، ويوتا، وواشنطن، ووايومنغ، وجزر العذراء الأمريكية. وتم إدخال الاستفتاء الشعبي لأول مرة في الولايات المتحدة في ولاية داكوتا الجنوبية عام 1898، واستخدم لأول مرة في الولايات المتحدة عام 1906، في ولاية أوريغون، بعد عامين من استخدام استفتاء المبادرة (الذي استخدم أيضًا في ولاية أوريغون عام 1904).

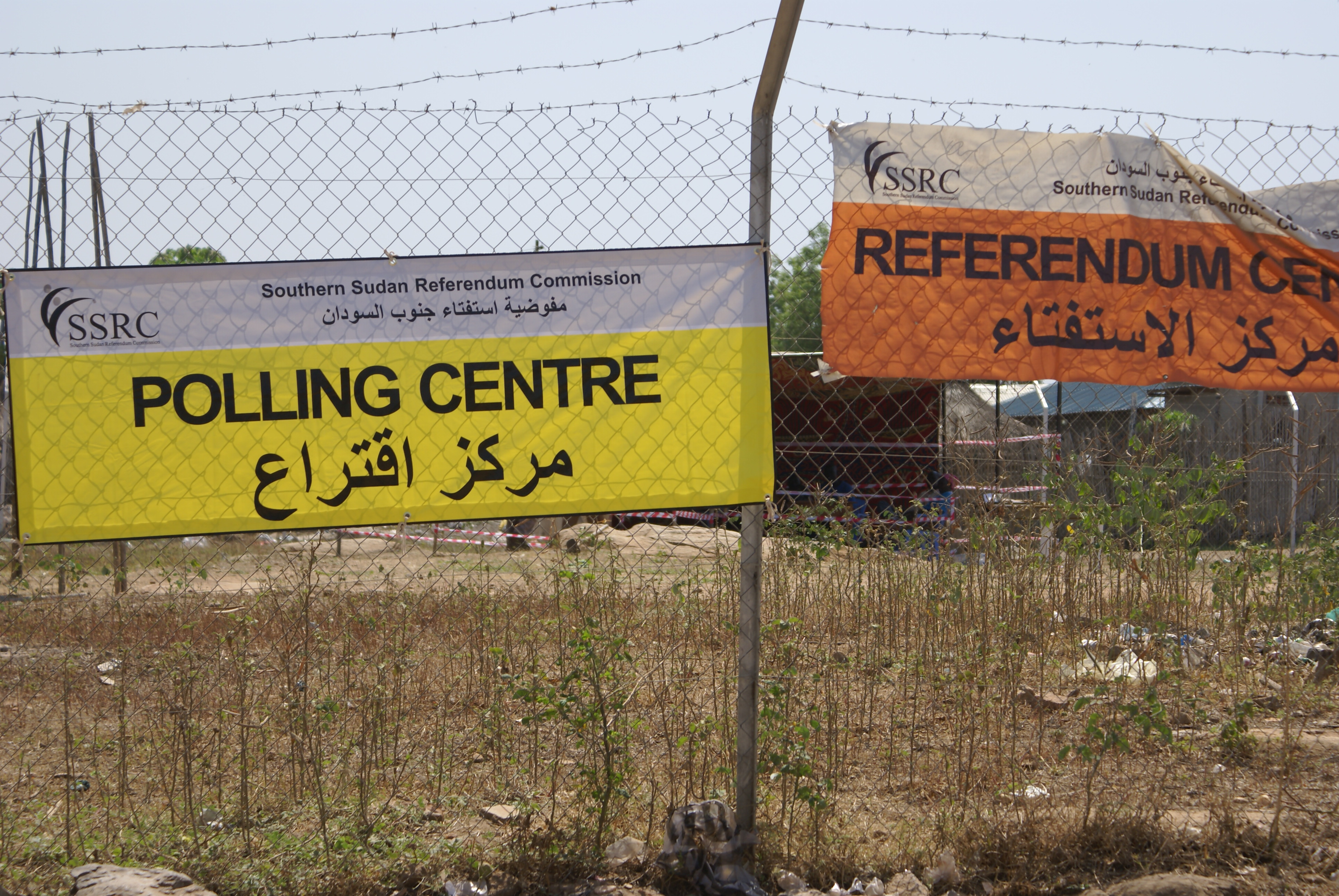
استفتاء انفصال جنوب السودان.